# Hardisty
Pour le surnom d'un quartier d'Edmonton, voir Fulton Place (Edmonton).
Hardisty est une ville (town) du Comté de Flagstaff, située dans la province canadienne d'Alberta.

## Démographie
En tant que localité désignée dans le recensement de 2011, Hardisty a une population de 639 habitants dans 263 de ses 366 logements, soit une variation de -15.9% avec la population de 2006. Avec une superficie de 5,481 8 km2, la ville possède une densité de population de 116,567 6 hab/km2 en 2011.
Concernant le recensement de 2006, Hardisty abritait 760 habitants dans 304 de ses 397 logements. Avec une superficie de 5,481 8 km2, la ville possédait une densité de population de 138,6 hab/km2 en 2006.
| 2001 | 2006 | 2011 | 2016 |
| ---- | ---- | ---- | ---- |
| 743  | 760  | 639  | 554  |

## Économie
Près d'Hardisty se trouvent d'importantes infrastructures pétrolières, essentiellement destinées au stockage et au transport du pétrole non-raffiné. Hardisty est notamment le point de départ de l'oléoduc Keystone, qui achemine le pétrole vers les États-Unis, ainsi que de son projet d'extension contesté, Keystone XL.
Hardisty est aussi le point de départ prévu de l'Oléoduc Énergie Est de l'entreprise TransCanada, un projet annoncé en 2013 et qui doit acheminer le pétrole de l'Alberta vers l'Est canadien.